# دختر جوان چوپان
دختر جوان چوپان (انگلیسی: The Young Shepherdess) یک نقاشی از ویلیام-آدولف بوگرو نقاش رئالیسم و آکادمیک فرانسه می‌باشد که در سال ۱۸۸۵ طرح گردید. این نقاشی امروزه در موزهٔ هنر سن دیگو قرار دارد.
این تابلو و آثار مشابه دیگر نقاش از جمله نقاشی گوسفندچران (بوگرو) به دلیل محتوای نوستالژیک خودش هنرمندان بسیاری را در اروپا و آمریکا مجذوب کرد، در این قبیل آثار هنری، هنرمند به تجسم واریته‌هایی از انواع مکان‌ها و قیافه‌های خاطره‌انگیز می‌پردازد، در این مورد، کنجکاوی خفیف یک دختر به نمایش گذاشته شده
در تابلوی دختر جوان چوپان، بوگرو به شیوه و تِم ادبیات شبانی کار کرده و این موضوعی بود که توسط هنرمندان و شاعران یونانی و هلنی توسعه یافت، از جمله هنرمندان فرانسوی که از این شیوه بهره بردند می‌توان به کلود لورین، ژان-آنتوان واتو و نیکولا پوسن اشاره کرد.